# Seius Sallustius
Seius Sallustius († 227 in Rom) war von 225 bis 227 der Schwiegervater des römischen Kaisers Severus Alexander (222–235). Im Jahr 227 unterlag er in einem Machtkampf mit der Mutter des Kaisers und wurde hingerichtet.

## Identität und Name
Die Herkunft des Sallustius ist unbekannt. Überliefert ist nur, dass er aus einer vornehmen, wohl senatorischen Familie stammte, die aber anscheinend politisch einflusslos war. Es ist bisher nicht gelungen, diese Familie zu identifizieren.
Der Name von Alexanders Schwiegervater ist in keiner zeitgenössischen Quelle überliefert. Die Historia Augusta, eine unzuverlässige spätantike Quelle, nennt ihn Macrianus oder Macrinus. Inschriftliche Belege gibt es nicht. Der Gentilname Sallustius ist ebenso wie Seius nur aus dem Namen seiner Tochter erschlossen. Ein Indiz bietet außerdem die Nennung eines Usurpators namens Sallustius bei dem spätantiken Autor Polemius Silvius. Bei diesem Sallustius handelt es sich wohl um Alexanders Schwiegervater; Polemius versetzt seinen Aufruhr irrtümlich in die Regierungszeit des Kaisers Elagabal. Ein Usurpator war Seius Sallustius in Wirklichkeit nicht, denn er wollte – soweit bekannt – Alexander nicht stürzen und hat die Kaiserwürde nicht für sich beansprucht.
Als Vorname des Seius Sallustius wurde Gnaeus oder Lucius erwogen, beides ohne ausreichende Begründung. Verschiedene mögliche Namensformen sind in der Forschung in Betracht gezogen worden: Sallustius Macrinus, Gnaeus Sallustius Macrinus, Lucius Seius, Lucius Seius Sallustius, Lucius Seius Herennius Sallustius Macrinus und Lucius Sallustius Herennius Seius.
Einer Hypothese zufolge ist Alexanders Schwiegervater identisch oder verwandt mit Quintus Sallustius Macrinianus, der zur Zeit von Kaiser Septimius Severus in Mauretanien als Statthalter amtierte, oder mit dessen gleichnamigem Sohn. Dies könnte den in der Historia Augusta angegebenen Namen erklären.

## Leben

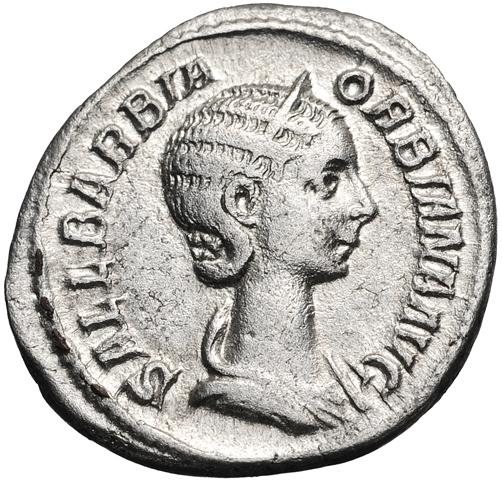
Denar von Sallustius' Tochter Orbiana

Reichsgeschichtliche Bedeutung erhielt Sallustius durch die Ehe seiner Tochter Sallustia Orbiana mit dem Kaiser Severus Alexander. Die Ehe wurde von Julia Mamaea, der Mutter des Kaisers, arrangiert. Vermutlich erschien Sallustius wegen seines Mangels an politischem Gewicht als ungefährlich und war deswegen in Mamaeas Augen zum Schwiegervater des Kaisers prädestiniert.
Als im Jahr 225 die Hochzeit gefeiert wurde, war Severus Alexander siebzehn Jahre alt. Seine Frau erhielt als Kaiserin den Titel Augusta.   
Die Historia Augusta, deren Darstellung dieser Zeit legendenhaft ist und von der Forschung als unglaubwürdig eingestuft wird, berichtet, Alexanders Schwiegervater Macrianus (oder Macrinus) habe den Titel Caesar erhalten. Damit wäre er zum Nachfolger des Kaisers designiert worden. Einer überholten Hypothese zufolge war dieser Macri(a)nus der Vater einer ersten Frau des Kaisers vor dessen Ehe mit Orbiana. Nach dem heutigen Forschungsstand ist jedoch davon auszugehen, dass Orbiana die einzige Gemahlin Alexanders war und dass sein Schwiegervater nicht zum Caesar erhoben wurde.

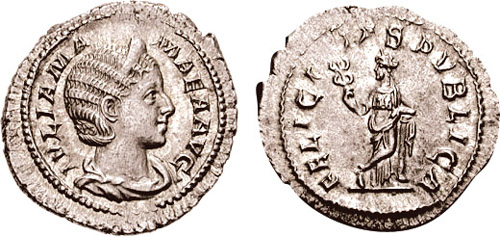
Denar der Julia Mamaea

Es kam zu einem Machtkampf zwischen Julia Mamaea, die trotz der Volljährigkeit ihres Sohnes weiterhin faktisch die Macht ausübte, und dem ehrgeizigen Sallustius. Daher dauerte die Ehe nicht lange; Mamaea erzwang im Jahr 227 ihre Auflösung. Sallustius suchte bei der Prätorianergarde Rückhalt. Mit ihrer Hilfe hoffte er sich durchzusetzen und Mamaea aus ihrer Stellung als faktische Lenkerin des Staats zu verdrängen. Dieses Vorhaben fand aber bei den Prätorianern keine Unterstützung. Sallustius wurde festgenommen und hingerichtet, seine Tochter Orbiana nach Afrika verbannt.